# Мала Рогань
Мала́ Рога́нь (з 1657 до 1895 — Пасеківка) — село в Україні, у Вільхівській сільській громаді Харківського району Харківської області. Населення становить 2603 осіб. Колишній орган місцевого самоврядування — Малороганська сільська рада.

## Географія
Село Мала Рогань знаходиться на правому березі річки Роганка, вище за течією примикає село Коропи, нижче за течією на відстані в 2 км розташоване смт Рогань, на протилежному березі — село Бісквітне. До села примикають великі садові масиви.

## Історія
Поселення Мала Рогань було засноване під час визвольної боротьби українського народу під проводом гетьмана Богдана Хмельницького. [джерело?] Саме в той період (1648—1654 роки) на Слобідську Україну масово переселялися із Задніпрянщини селяни і козаки, аби позбутися національного гніту та релігійних переслідувань з боку Речі Посполитої. Тоді воно мало назву Пасеківка.[джерело?]
Окрім ведення сезонних сільськогосподарських робіт, значне місце у повсякденному житті малороганців посідали ремесла та різні промисли. Зокрема, у селі було багато вправних майстрів: теслі, стельмахи, ковалі, кожум'яки, римарі, шевці, кравці. «Вони добре прядуть пряжу, з котрої виробляють полотна і тканини, вичиняють шкури кінські, волові, овечі, козячі, варять пиво, мед, брагу, виготовляють горілку, розводять гурти худоби, торгують на ярмарках, чумакують рибою та сіллю».
Не останню роль в економічному житті села відігравало і млинарство. Спорудження млинів на річці Роганці почалося з часу заселення. При млинах були в наявності ступи, у яких товкли просо та гречку.
В 1895 році село Пасеківка було перейменоване на Малу Рогань.[джерело?]
25 березня 2022 року українські військові звільнили село від російських окупаційних військ.

## Сьогодення
Нині Мала Рогань — сучасне впорядковане село з централізованим газопостачанням і водозабезпеченням. Тут діють дві потужні агропромислові структури: АТОВ «Харків-племсервіс» (м'ясо-молочна спеціалізація) і відділення ВАТ «Сад». Функціонують об'єкти соціального і культурно-побутового призначення: дошкільний навчальний заклад, загальноосвітня школа, бібліотека, Будинок культури, медична амбулаторія сімейного лікаря.
Наприкінці травня 2015 року вода у річці Роганка, що протікає через село, набула молочно-білого кольору, що, на думку місцевих жителів, відбулось через скидання нечистот у річку від Роганського молочного комбінату або паперової фабрики.Цим фактом зайнялась Харківська міжрайонна прокуратура, яка доручила проведення розслідування Харківському РВ МВС України. Причина зміни кольору води у річці та появи стороннього запаху, на думку прокуратури, стала господарська діяльність невідомих осіб. За результатами експертизи води у річці Роганка було виявлено перевищення допустимого рівня солей амонію та фосфатів, а також наявність розчиненого кисню..
12 червня 2020 року, розпорядженням Кабінету Міністрів України № 725-р «Про визначення адміністративних центрів та затвердження територій територіальних громад Харківської області», увійшло до складу Вільхівської сільської громади.
19 липня 2020 року, в результаті адміністративно-територіальної реформи та ліквідації Харківського району(1923—2020), село увійшло до складу новоутвореного Харківського району.

## Населення

### Мова
Розподіл населення за рідною мовою за даними перепису 2001 року:
| Мова            | Кількість | Відсоток |
| --------------- | --------- | -------- |
| українська      | 2025      | 77.79%   |
| російська       | 555       | 21.32%   |
| білоруська      | 14        | 0.54%    |
| вірменська      | 1         | 0.04%    |
| румунська       | 1         | 0.04%    |
| інші/не вказали | 7         | 0.27%    |
| Усього          | 2603      | 100%     |

## Символіка
Герб села являє собою щит з вузькою червоною облямівкою. В центрі блакитного поля щита, розташований щит з перехресними прямокутниками синього і жовтого кольорів. У прямокутниках розташовані: голова бика (що символізує розвиток скотарства в регіоні), яблуня (що символізує розвиток галузі садівництва. Значну площу земельних ресурсів села займають плодові сади), золотий ріг достатку (символ достатку і багатства) і Меморіальний комплекс «Дробицький яр» (символ трагедії, яка розігралася на околиці села в 1941 році.). Навколо щита гілки золотого дубового листя, оповиті бежевою і синьою блакитними стрічками. У місці з'єднання дубових гілок вигнутий прямокутник з написом «Мала Рогань».
Герб села Мала Рогань був розроблений — Сергієм Родіоновим.[джерело?]